# Tricase
Tricase là một đô thị và thị xã của Ý. Đô thị này thuộc tỉnh Lecce trong vùng Apulia. Tricase có diện tích 43,64 km2, dân số theo ước tính năm 2005 của Viện thống kê quốc gia Ý là 17.881 người. Thị xã có một tòa lâu đài.
Các đơn vị dân cư: Depressa, Lucugnano, Tutino, Caprarica, Sant'Eufemia, Tricase porto, Marina serra
Đô thị Tricase giáp với các đô thị: